# Catedral de Carlisle

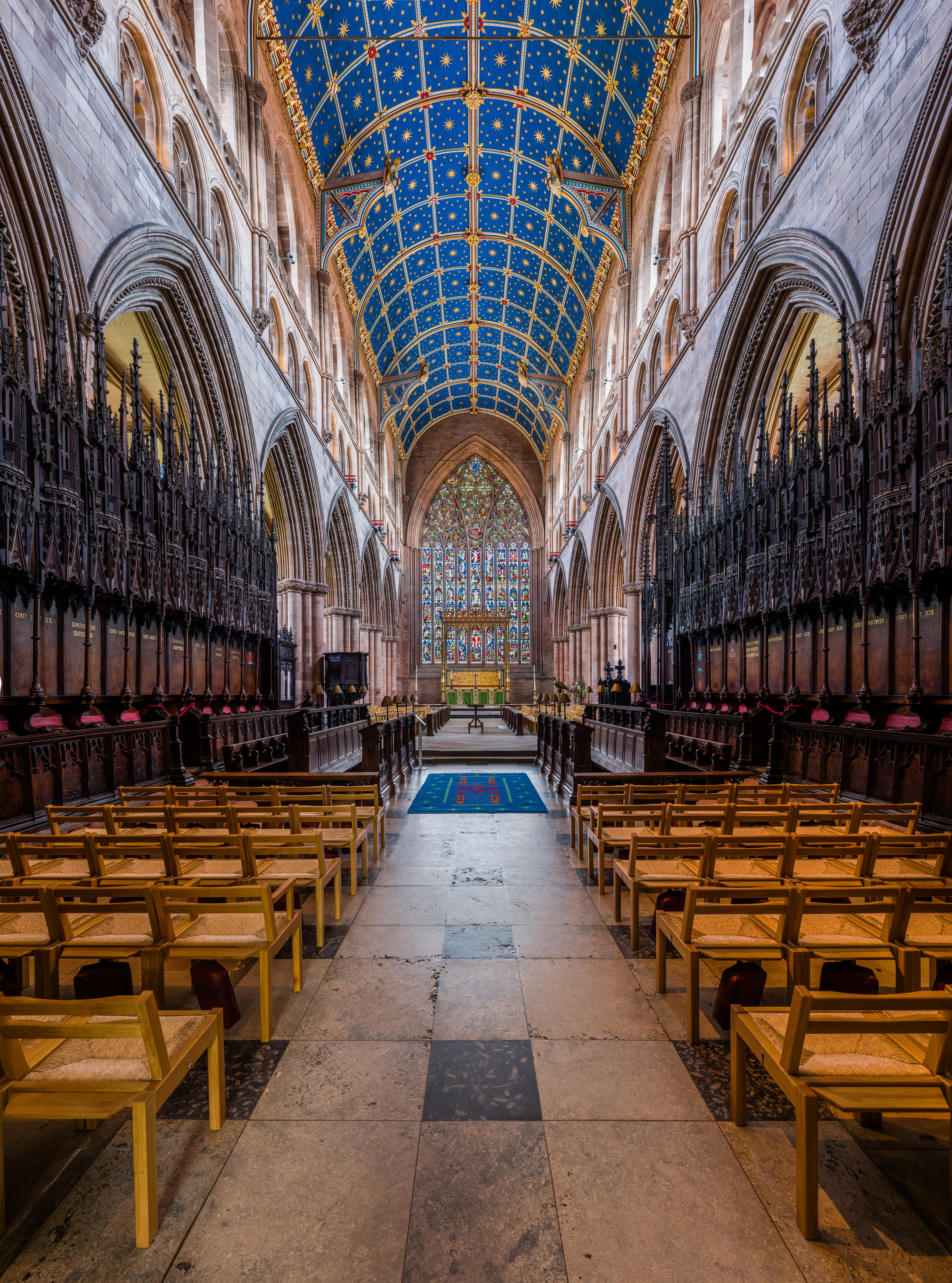
Vista del interior

La Catedral de la Santa e Indivisa Trinidad es la sede anglicana del obispo de Carlisle en Carlisle, Cumbria, Inglaterra. Fue fundada como un priorato agustino y se convirtió en catedral en 1133.
Carlisle es la segunda más pequeña de las antiguas catedrales de Inglaterra. Entre sus características notables destacan sus tallas de piedra figurativa, un conjunto de coros medievales y la ventana más grande en el estilo gótico decorado fluido de Inglaterra.